# Ixora venezuelica
Ixora venezuelica är en måreväxtart som beskrevs av Julian Alfred Steyermark. Ixora venezuelica ingår i släktet Ixora och familjen måreväxter. Inga underarter finns listade i Catalogue of Life.